# Bosnia y Herzegovina en el Festival de la Canción de Eurovisión
Bosnia y Herzegovina debutó como país independiente en el Festival de la Canción de Eurovisión en 1993, y ha competido cada año desde entonces, a excepción de las ediciones de 1998 y 2000. Debido a la crisis económica, se vio obligada a retirarse en 2013, 2014 y 2015. En 2016, Bosnia y Herzegovina anunció su regreso al Festival, gracias a un patrocinio que sufraga su participación en el festival.
Debido a la crisis, Bosnia y Herzegovina se retiró de nuevo en 2017.
En un total de 6 veces, ha quedado este país dentro del TOP-10 en una gran final. Salvo en 2016, siempre se ha clasificado para la final.
Anteriormente participó como miembro de la República Federal de Yugoslavia.

## Historia
Debido a la Guerra de Bosnia, una situación muy conflictiva del país en 1993, se pensaba que Bosnia no sería capaz de emitir sus votos por las dificultades de comunicación. Sin embargo cuando tuvo lugar su turno se pudo escuchar, con interferencias: "Hello Millstreet, this is Sarajevo calling" ("Hola Millstreet, llamando desde Sarajevo"), lo cual generó un aplauso memorable por parte del público.
Asimismo, al año siguiente, en 1994 se llevó a cabo la primera conexión por satélite con los portavoces de los jurados, saliendo éstos en pantalla. Cuando se vio a la portavoz bosnia saludando "Bonsoir Dublin, ici Sarajevo" (Buenas noches Dublín, aquí Sarajevo) el público romplió a aplaudir incluidos los presentadores del certamen.
Bosnia y Herzegovina tuvo su mejor resultado en 2006, logrando el tercer lugar con la canción folk «Lejla», del grupo Hari Mata Hari, compuesta por el célebre cantautor serbio Željko Joksimović.

## Participaciones
Leyenda
     Ganador
     Segundo puesto
     Tercer puesto
     Cuarto o quinto puesto (Top 5)
     Último puesto
| Año                            | Sede       | Artista                        | Canción                                     | Final           | Pts.            | Semifinal               | Pts.                    |
| ------------------------------ | ---------- | ------------------------------ | ------------------------------------------- | --------------- | --------------- | ----------------------- | ----------------------- |
| 1993                           | Millstreet | Fazla                          | «Sva bol svijeta»                           | 16              | 27              | 2                       | 52                      |
| 1994                           | Dublín     | Alma y Dejan                   | «Ostani kraj mene»                          | 15              | 39              | No hubo semifinales     | No hubo semifinales     |
| 1995                           | Dublín     | Davor Popović                  | «Dvadeset prvi vijek»                       | 19              | 14              | No hubo semifinales     | No hubo semifinales     |
| 1996                           | Oslo       | Amila Glamočak                 | «Za našu ljubav»                            | 22              | 13              | 21                      | 29                      |
| 1997                           | Dublín     | Alma Čardžić                   | «Goodbye»                                   | 18              | 22              | No hubo semifinales     | No hubo semifinales     |
| No participó en 1998           |            |                                |                                             |                 |                 |                         |                         |
| 1999                           | Jerusalén  | Dino Merlin y Beatrice Poulot  | «Putnici»                                   | 7               | 86              | No hubo semifinales     | No hubo semifinales     |
| No participó en 2000           |            |                                |                                             |                 |                 |                         |                         |
| 2001                           | Copenhague | Nino Pršeš                     | «Hano»                                      | 14              | 29              | No hubo semifinales     | No hubo semifinales     |
| 2002                           | Tallin     | Maja Tatić                     | «Na jastuku za dvoje» (На јастуку за двоје) | 15              | 33              | No hubo semifinales     | No hubo semifinales     |
| 2003                           | Riga       | Mija Martina                   | «Ne brini»                                  | 16              | 27              | No hubo semifinales     | No hubo semifinales     |
| 2004                           | Estambul   | Deen                           | «In the disco»                              | 9               | 91              | 7                       | 133                     |
| 2005                           | Kiev       | Feminnem                       | «Call me»                                   | 14              | 79              | Top 12 del año anterior | Top 12 del año anterior |
| 2006                           | Atenas     | Hari Mata Hari                 | «Lejla»                                     | 3               | 229             | 2                       | 267                     |
| 2007                           | Helsinki   | Marija Šestić                  | «Rijeka bez imena» (Ријека без имена)       | 11              | 106             | Top 10 del año anterior | Top 10 del año anterior |
| 2008                           | Belgrado   | Laka                           | «Pokušaj»                                   | 10              | 110             | 9                       | 72                      |
| 2009                           | Moscú      | Regina                         | «Bistra voda»                               | 9               | 106             | 3                       | 125                     |
| 2010                           | Oslo       | Vukašin Brajić                 | «Thunder and lightning»                     | 17              | 51              | 8                       | 59                      |
| 2011                           | Düsseldorf | Dino Merlin                    | «Love in rewind»                            | 6               | 125             | 5                       | 109                     |
| 2012                           | Bakú       | Maya Sar                       | «Korake ti znam»                            | 18              | 55              | 6                       | 77                      |
| No participó entre 2013 y 2015 |            |                                |                                             |                 |                 |                         |                         |
| 2016                           | Estocolmo  | Deen, Dalal, Ana Rucner y Jala | «Ljubav je»                                 | No se clasificó | No se clasificó | 11                      | 104                     |
| No participó entre 2017 y 2026 |            |                                |                                             |                 |                 |                         |                         |

## Votación de Bosnia y Herzegovina
Hasta su última participación, en 2016, la votación de Bosnia y Herzegovina ha sido:
| Más puntos otorgados solo en la gran final | Más puntos otorgados solo en la gran final | Más puntos otorgados solo en la gran final |
| Pos.                                       | País                                       | Puntos                                     |
| ------------------------------------------ | ------------------------------------------ | ------------------------------------------ |
| 1                                          | Croacia                                    | 115                                        |
| 2                                          | Turquía                                    | 95                                         |
| 3                                          | Serbia                                     | 76                                         |
| 4                                          | Eslovenia                                  | 61                                         |
| 5                                          | Francia                                    | 59                                         |

| Más puntos otorgados en semifinales y final | Más puntos otorgados en semifinales y final | Más puntos otorgados en semifinales y final |
| Pos.                                        | País                                        | Puntos                                      |
| ------------------------------------------- | ------------------------------------------- | ------------------------------------------- |
| 1                                           | Croacia                                     | 176                                         |
| 2                                           | Turquía                                     | 133                                         |
| 3                                           | Macedonia del Norte                         | 114                                         |
| 4                                           | Eslovenia                                   | 110                                         |
| 4                                           | Serbia                                      | 110                                         |

| Más puntos recibidos solo en la final | Más puntos recibidos solo en la final | Más puntos recibidos solo en la final |
| Pos.                                  | País                                  | Puntos                                |
| ------------------------------------- | ------------------------------------- | ------------------------------------- |
| 1                                     | Croacia                               | 144                                   |
| 2                                     | Turquía                               | 129                                   |
| 3                                     | Eslovenia                             | 100                                   |
| 4                                     | Austria                               | 74                                    |
| 4                                     | Suecia                                | 74                                    |

| Más puntos recibidos en semifinales y final | Más puntos recibidos en semifinales y final | Más puntos recibidos en semifinales y final |
| Pos.                                        | País                                        | Puntos                                      |
| ------------------------------------------- | ------------------------------------------- | ------------------------------------------- |
| 1                                           | Croacia                                     | 194                                         |
| 2                                           | Turquía                                     | 175                                         |
| 3                                           | Eslovenia                                   | 151                                         |
| 4                                           | Suecia                                      | 127                                         |
| 5                                           | Macedonia del Norte                         | 116                                         |

## 12 puntos

### Final (1993 - 2015)
- Bosnia y Herzegovina ha dado 12 puntos a...

| Año                  | País                 | Año                  | País                 | Año                            | País                           |
| -------------------- | -------------------- | -------------------- | -------------------- | ------------------------------ | ------------------------------ |
| 1993                 | Austria              | No participó en 2000 | No participó en 2000 | 2007                           | Serbia                         |
| 1994                 | Malta                | 2001                 | Francia              | 2008                           | Serbia                         |
| 1995                 | Malta                | 2002                 | Suecia               | 2009                           | Croacia                        |
| 1996                 | Irlanda              | 2003                 | Turquía              | 2010                           | Serbia                         |
| 1997                 | Turquía              | 2004                 | Serbia y Montenegro  | 2011                           | Eslovenia                      |
| No participó en 1998 | No participó en 1998 | 2005                 | Croacia              | 2012                           | Macedonia del Norte            |
| 1999                 | Suecia               | 2006                 | Croacia              | No participó entre 2013 y 2015 | No participó entre 2013 y 2015 |

| Año                            | Jurado          | Televoto |
| ------------------------------ | --------------- | -------- |
| 2016                           | República Checa | Croacia  |
| No participó entre 2017 y 2025 |                 |          |

| Año                            | Jurado  | Televoto |
| ------------------------------ | ------- | -------- |
| 2016                           | Ucrania | Serbia   |
| No participó entre 2017 y 2025 |         |          |

## Galería de imágenes
|                         |
| Deen en Estambul (2004) |

|                                  |
| Marija Šestić en Helsinki (2007) |

|                                  |
| Elvir Laković en Belgrado (2008) |

|                               |
| Vukašin Brajić en Oslo (2010) |

|                                                                             |
| Dino Merlin en Düsseldorf (2011). Anteriormente, representó al país en 1999 |

|                                                           |
| Deen, Dalal Midhat, Ana Rucner y Jala en Estocolmo (2016) |